# Сойомбо (символ)
Сойомбо (на монголски: Соёмбо тэмдэг; на санскрит: स्वयंभू) е специален символ в азбуката сойомбо, създадена от Занабазар през 1686 г. Името „сойомбо“ произлиза от санскрит и означава „себесъздаден“. Служи като национален символ на Монголия, присъства на знамето и герба на страната и в множество официални документи.
В азбуката сойомбо двете вариации на символа сойомбо се използват за обозначение на началото и края на дадено изречение. Съществува възможност, че самият символ е по-стар от азбуката.
Сойомбо представлява композиция във формата на колони, в която в схематически вид е представена идеята за произхода и действията на монголския народ и държава. Символът включва в себе си ред знаци, обозначаващи цели понятия: тези знаци се четат от горе надолу. Елементите на сойомбо в случая имат тълкуване, присъщо само на сойомбо като държавен символ. В частност, двата елемента, представляващи кръг, които са в центъра на емблемата не трябва да се тълкуват като Ин и Ян, въпреки външното сходство.
Първоначално хунну и монголците изобразяват Слънце, Луна и огън на своето знаме.

## Символизъм
Символът притежава десет елемента, разположени вертикално. Те са: огън, Слънце, Луна, два триъгълника, два хоризонтални правоъгълника, арга-билге (подобен на Ин и Ян) и два вертикални правоъгълника. Елементите на символа имат следното значение:
- Огънят е символ на вечно израстване, пари и успех. Трите езика на пламъка представляват миналото, настоящето и бъдещето.
- Слънето и Луната символизират това, че монголската нация ще съществува безкрайно, както вечното синьо небе.
- Двата триъгълника напомнят за стрела или копие. Те сочат надолу за да обяват победата над вътрешните и външните врагове.
- Двата хоризонтални правоъгълника придават стабилност на кръглата форма. Правоъгълните форми представляват честността и правосъдието на монголския народ, независимо дали стоят на дъното, или на върха на обществото.
- Арга-билге илюстрира взаимното допълване на мъжа и жената. По времето на социализма е било интерпретирано и по друг начин – две риби, символизиращи бдителност, защото рибите никога не си затварят очите.[1]
- Двата вертикални правоъгълника се интерпретират като стени на крепост. Представляват единство и сила, свързани с монголска поговорка: „Приятелството на двама е по-силно от каменни стени.“[2]
- Златния цвят на сойомбо е символ на неизменността и постоянството, а цялата емблема е национално олицетворение на свободата и независимостта.

По времето на Монголската народна република (1924 – 1992 г.) най-отгоре на емблемата е добавяна петолъчка.

## Използване
Символът сойомбо е изобразяван на националното знаме на Монголия от 1911 г. насам, с изключение на периода между 1921 и 1924 г. Също така представлява герба на страна в периода 1924 – 1940 г., а от 1992 г. насам е включен в дизайна на новия герб. Въоръжените сили на Монголия използват символа за маркиране. Символът може да се срещне навсякъде из Монголия – съществуват продукти и дори хора, кръстени на сойомбо.
Знамето и гербът на Република Бурятия, както и знамето на Агинския Бурятски окръг, включват горните елементи на символа (огън, Слънце и Луна).

## Знамена, използващи сойомбо вариации
- Знаме на Монголската империя
- Знаме на Монголия
- Знаме на Република Бурятия
- Знаме на Агински бурятски автономен окръг
- Знаме на Народната партия на Вътрешна Монголия